# Maynooth University
Die National University of Ireland, Maynooth (kurz: NUIM; irisch: Ollscoil na hÉireann, Má Nuad), seit 2014 offizielle Kurzform Maynooth University (irisch Ollscoil Mhá Nuad), ist eine der vier eigenständigen Universitäten innerhalb des Verbundes der National University of Ireland und hat ihren Sitz in Maynooth, Irland. Sie wurde durch den Universities Act von 1997 aus dem St Patrick’s College, Maynooth, gegründet. Letzteres bestand bereits seit 1795.
2009 war die Maynooth University unter den Top 500 Universitäten des Times-Higher-Education-Rankings. Das QS World University Rankings führt die MU unter den 501–550 besten Universitäten weltweit. 2008 wurde es von der Sunday Times zur Universität des Jahres gekrönt.

## Geschichte

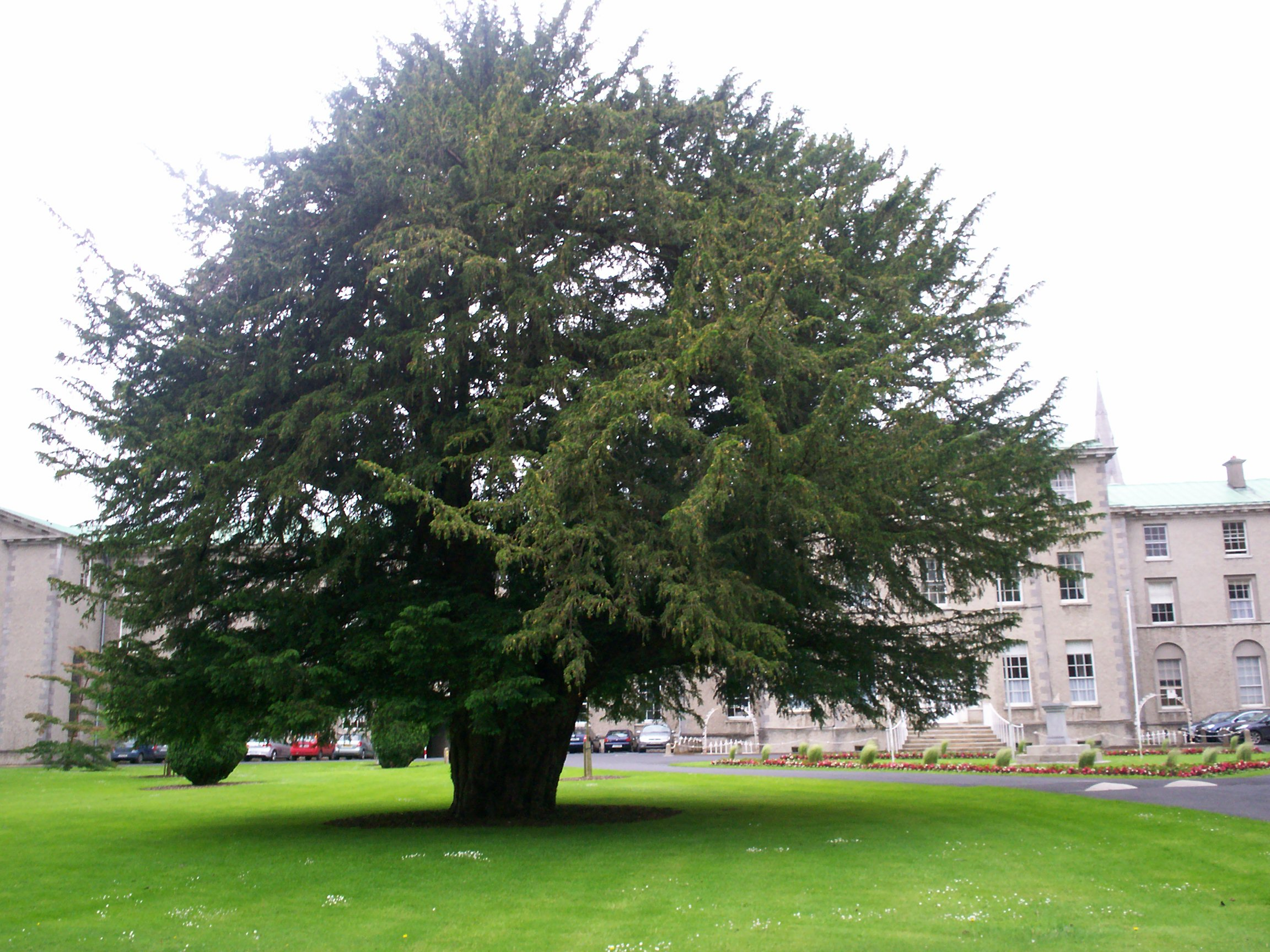
Silken Thomas Yew auf dem Südcampus der Maynooth University

Die Universität Maynooth und das heute noch existierende St Patrick’s College, Maynooth haben von 1795 bis 1997 eine gemeinsame Geschichte. Letzteres wurde 1795 als katholische Ausbildungsstätte von der katholischen Kirche gegründet. Ein Laien-College wurde 1802 im Südcampus errichtet aber schon 1817 wieder geschlossen. 1876 wurde das College ein Gründungsmitglied der Katholischen Universität Irland und später in die Royal University of Ireland überführt. 1910 wurde das Maynooth College als Gründungsmitglied der National University of Ireland ausgegliedert und die katholische Priesterausbildung wurde als Päpstliche Universität weitergeführt. Die beiden Colleges bestehen seither nebeneinander auf demselben Campus. Mit dem irischen Universities Act von 1997 wurden die Kompetenzen der Maynooth University um verschiedene Fächer ergänzt und in ihrer neuen Form als volle Universität neu gegründet. Im Jahr 2007 wurden erstmals Wirtschaftswissenschaften und 2008 erstmals Rechtswissenschaften als Fächer angeboten. Zwischen 1997 und 2018 unterhielt die Universität einen Campus am St Kieran‘s College in Kilkenny.

## Campus
Der Campus teilt sich in zwei Teile, die durch die Kilcock Road getrennt sind. Der südliche Capus, der mit dem St. Patrick‘s College geteilt wird, ist geprägt durch Gebäude im Stil der Neugotik des Architekten Augustus Welby Northmore Pugin. Nach dessen Tod übernahm James Joseph McCarthy und begann unter anderem den Bau der St Patrick’s Collegiate Chapel. Auch befindet sich auf dem Gelände die Universitätsbibliothek und der Sitz der Irischen Bischofskonferenz. Auch befindet sich hier mit dem Silken Thomas Yew der älteste Baum Irlands. Auf dem Nord-Campus sind wissenschaftliche Einrichtungen, ein Studentenzentrums, Sportanlagen und Studentenheime untergebracht.

## Institutionen
Die MUI hat drei Hauptfakultäten und elf unabhängige Institute:

### Maynooth University Faculty of Arts, Celtic Studies & Philosophy
- Ancient Classics
- English
- History
- Media Studies
- Music
- Philosophy
- School of Celtic Studies
- School of Celtic Studies
- Early Irish (Sean-Ghaeilge)
- Lárionad na Gaeilge
- Nua-Ghaeilge (Modern Irish)
- Irish Cultural Heritage
- School of Modern Languages, Literatures and Cultures
- School of Modern Languages
- Chinese
- French Studies
- German Studies
- Spanish & Latin American Studies

### Maynooth University Faculty of Social Sciences
- Adult and Community Education
- Anthropology
- Applied Social Studies
- Design Innovation
- Economics
- Education
- Froebel Department of Primary and Early Childhood Education
- Geography
- International Development
- Law
- School of Business
- Sociology

### Maynooth University Faculty of Science & Engineering
- Biology
- Chemistry
- Computer Science
- Electronic Engineering
- Experimental Physics
- Mathematics and Statistics
- Maynooth International Engineering College
- Psychology
- Theoretical Physics

### Forschungsinstitute und Zentren
- Centre for Ocean Energy Research (COER)
- Centre for Public Education and Pedagogy
- Edward M Kennedy Institute for Conflict Intervention
- ICARUS Climate Research Centre
- Innovation Value Institute (IVI)
- Maynooth University Arts and Humanities Institute
- Maynooth University Hamilton Institute
- Maynooth University Human Health Institute
- Maynooth University Social Sciences Institute
- National Centre for Geocomputation (NCG)
- National Institute for Regional and Spatial Analysis (NIRSA)

## Persönlichkeiten

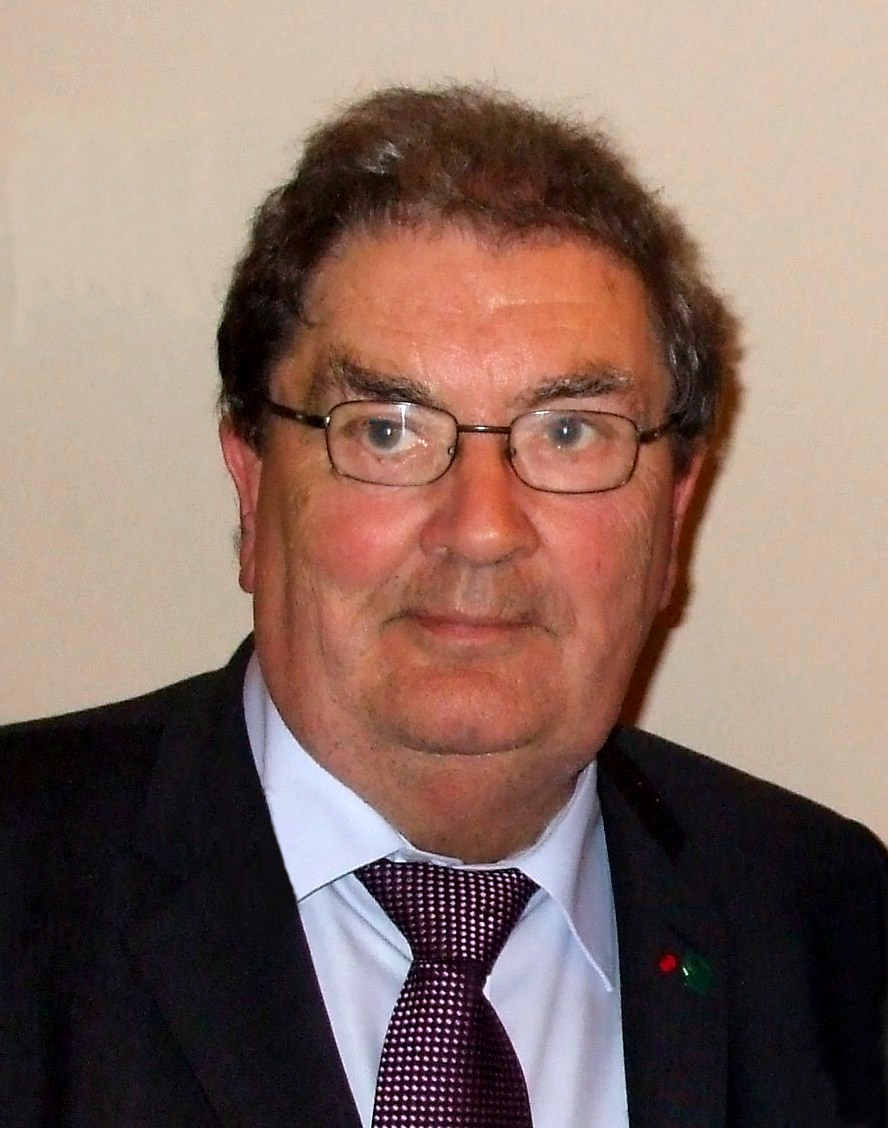
John Hume, Friedensnobelpreisträger

### Nobelpreisträger
- John Hume (1937–2020), Politiker, Nobelpreisträger und Träger des Sean Mc Bride Peace Award.[17] Parlamentsabgeordneter des irischen Abgeordnetenhauses für die Sozialdemokraten von 1979–2001.

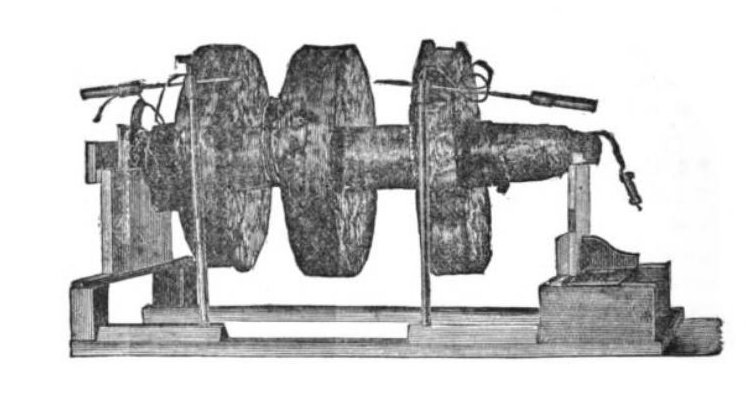
Der von Nicholas Callan erfundene Funkeninduktor

### Politik
- Bertie Ahern (* 1951), ehemaliger Premierminister von Irland, Professor an der School of Business and Law[18][19]
- Noel Dempsey (* 1953), Mitglied des irischen Parlaments und Minister
- Éamon de Valera (1882–1975), Präsident von Irland, unterrichtete Mathematik und Physik an der MUI bis 1912[20]
- Mary Hanafin (* 1959), Mitglied des irischen Parlaments
- Kevin O’Higgins (1892–1927), Mitglied des irischen Parlaments
- Mary O’Rourke (1937–2024), Mitglied des irischen Parlaments

### Kunst und Medien
- Jake Carroll (* 1991), Footballer
- Frank McGuinness (* 1953), irischer Dichter[21]
- Eimear Quinn (* 1972), Eurovision Gewinner 1996

### Wissenschaft
- Nicholas Callan (1799–1864), Erfinder des Funkeninduktor, Student und Professor der MUI
- John Blowick (1888–1972), Theologe
- Philip Pettit (* 1945), Professor für Philosophie an der Princeton University
- Ernan McMullin (1924–2011), Philosoph und Professor an der Notre Dame University